# 721 Tabora
721 Tabora
721 Tabora là một tiểu hành tinh ở vành đai chính, thuộc nhóm tiểu hành tinh Cybele. Nó được Franz Kaiser phát hiện ngày 18.10.1911 ở Heidelberg, và được đặt theo tên Tabora (Tanzania), nhân một chuyến tàu tới thăm nơi này trong dịp hội nghị thiên văn học